# Burnley Football Club 1959-1960
Questa pagina raccoglie i dati riguardanti il Burnley Football Club nelle competizioni ufficiali della stagione 1959-1960.

## Stagione
Durante il campionato il Burnley lottò per il primo posto assieme al Tottenham e al Wolverhampton, senza tuttavia riuscire mai ad ottenere il comando della classifica per il rinvio di alcune gare. Vincendo i recuperi, protrattisi oltre l'effettiva conclusione del campionato, i Clarets poterono scavalcare le avversarie e fregiarsi del secondo titolo nazionale, a distanza di trentanove anni dal primo. In FA Cup il Burnley eliminò inizialmente il Bradford City, incontrando i rivali locali del Blackburn che prevalsero nella gara di ritorno.

## Maglie
| Manica sinistra · Maglietta · Manica destra · Pantaloncini · Calzettoni · Calzettoni |

## Rosa
| N. |                             | Ruolo | Calciatore     |
| -- | --------------------------- | ----- | -------------- |
|    | Scozia (bandiera)           | P     | Adam Blacklaw  |
|    | Inghilterra (bandiera)      | P     | Jim Furnell    |
|    | Inghilterra (bandiera)      | P     | Colin McDonald |
|    | Scozia (bandiera)           | P     | Harry Thomson  |
|    | Inghilterra (bandiera)      | D     | John Angus     |
|    | Inghilterra (bandiera)      | D     | Tommy Cummings |
|    | Irlanda del Nord (bandiera) | D     | Alex Elder     |
|    | Irlanda del Nord (bandiera) | D     | Billy Marshall |
|    | Scozia (bandiera)           | D     | Dave Smith     |
|    | Inghilterra (bandiera)      | D     | John Talbut    |
|    | Inghilterra (bandiera)      | C     | Jimmy Adamson  |
|    | Inghilterra (bandiera)      | C     | Gordon Harris  |
|    | Inghilterra (bandiera)      | C     | Walter Joyce   |
|    | Irlanda del Nord (bandiera) | C     | Jimmy McIlroy  |

| N. |                        | Ruolo | Calciatore       |
| -- | ---------------------- | ----- | ---------------- |
|    | Inghilterra (bandiera) | C     | Brian Miller     |
|    | Inghilterra (bandiera) | C     | Brian Pilkington |
|    | Inghilterra (bandiera) | C     | Jimmy Scott      |
|    | Scozia (bandiera)      | C     | Bobby Seith      |
|    | Inghilterra (bandiera) | A     | John Connelly    |
|    | Inghilterra (bandiera) | A     | Rod Fenton       |
|    | Inghilterra (bandiera) | A     | Ian Lawson       |
|    | Inghilterra (bandiera) | A     | Trevor Meredith  |
|    | Inghilterra (bandiera) | A     | Ray Pointer      |
|    | Inghilterra (bandiera) | A     | Jimmy Robson     |
|    | Inghilterra (bandiera) | A     | Peter Simpson    |
|    | Inghilterra (bandiera) | A     | Ian Towers       |
|    | Inghilterra (bandiera) | A     | Billy White      |

## Statistiche

### Statistiche dei giocatori
| Giocatore     | First Division | First Division | FA Cup   | FA Cup | Totale   | Totale |
| Giocatore     | Presenze       | Reti           | Presenze | Reti   | Presenze | Reti   |
| ------------- | -------------- | -------------- | -------- | ------ | -------- | ------ |
| J. Adamson    | 42             | 1              | ?        | ?      | 42+      | 1+     |
| J. Angus      | 41             | 0              | ?        | ?      | 41+      | 0+     |
| A. Blacklaw   | 41             | -?             | ?        | -?     | 41+      | -?     |
| J. Connelly   | 34             | 20             | ?        | ?      | 34+      | 20+    |
| T. Cummings   | 23             | 0              | ?        | ?      | 23+      | 0+     |
| A. Elder      | 34             | 0              | ?        | ?      | 34+      | 0+     |
| J. Furnell    | 1              | -?             | ?        | -?     | 1+       | -?     |
| G. Harris     | 2              | 0              | ?        | ?      | 2+       | 0+     |
| I. Lawson     | 8              | 3              | ?        | ?      | 8+       | 3+     |
| B. Marshall   | 1              | 0              | ?        | ?      | 1+       | 0+     |
| J. McIlroy    | 32             | 6              | ?        | ?      | 32+      | 6+     |
| T. Meredith   | 7              | 3              | ?        | ?      | 7+       | 3+     |
| B. Miller     | 42             | 3              | ?        | ?      | 42+      | 3+     |
| B. Pilkington | 41             | 9              | ?        | ?      | 41+      | 9+     |
| R. Pointer    | 42             | 19             | ?        | ?      | 42+      | 19+    |
| J. Robson     | 38             | 18             | ?        | ?      | 38+      | 18+    |
| B. Seith      | 27             | 0              | ?        | ?      | 27+      | 0+     |
| W. White      | 6              | 2              | ?        | ?      | 6+       | 2+     |